# Hrabstwo Mahaska

Piramida wieku hrabstwa

Hrabstwo Mahaska – hrabstwo położone w USA w stanie Iowa z siedzibą w mieście Oskaloosa.

## Miasta
- Barnes City
- Beacon
- Eddyville
- Fremont
- Keomah Village
- Leighton
- New Sharon
- Oskaloosa
- Rose Hill
- University Park

## Drogi główne
- U.S. Highway 63
- Iowa Highway 23
- Iowa Highway 92
- Iowa Highway 163
- Iowa Highway 146
- Iowa Highway 149

## Sąsiednie hrabstwa
- Hrabstwo Jasper
- Hrabstwo Poweshiek
- Hrabstwo Keokuk
- Hrabstwo Wapello
- Hrabstwo Monroe
- Hrabstwo Marion